# Curt Siodmak
Curt Siodmak (n. 10 august 1902, Dresda, Regatul Saxoniei – d. 2 septembrie 2000, Three Rivers⁠(d), Comitatul Tulare, California, SUA) a fost un romancier și scenarist american. S-a făcut cunoscut cu filmele de groază și științifico-fantastice de la Hollywood, în special cu The Wolf Man și Creierul lui Donovan (ultimul film fiind adaptat după romanul său cu același nume). El a fost fratele regizorului de filme noir Robert Siodmak.

## Lucrări

### Romane
- F.P.1 Doesn't Answer (1933)
- Black Friday (1939)
- Donovan's Brain (1942)
- The Beast with Five Fingers (1945)
- Whomsoever I Shall Kiss (1952)
- Riders to the Stars (1954)
- Skyport (1959)
- For Kings Only (1964)
- Hauser's Memory (1968)
- The Third Ear (1971)
- City in the Sky (1974)
- Frankenstein Meets Wolfman (1981)
- Gabriel's Body (1992)

### Povestiri
- The Eggs from Lake Tanganyika (1926)
- Variation of a Theme (1972)
- The P Factor (1976)
- Experiment with Evil (1985)

### Non-ficțiune
- Even a Man Who Is Pure in Heart: The Life of a Writer, Not Always to His Liking (1997)
- Wolf Man's Maker (2001) (Autobiografie postumă)

### Filmografie parțială
- Mascottchen (Mascots, 1929) - scriitor
- Flucht in die Fremdenlegion (1929) - scriitor
- Menschen am Sonntag (People on Sunday, 1930) - scriitor
- Der Schuß im Tonfilmatelier (The Shot in the Talker Studio, 1930) - scriitor
- Der Kampf mit dem Drachen oder: Die Tragödie des Untermieters (1930) - scriitor
- Der Mann, der seinen Mörder sucht (Looking for His Murderer, 1931)
- Der Ball (1931) - scenarist
- Le Bal (1931) - scenarist
- Die Unsichtbare Front (The Invisible Front, 1932) - scriitor
- F.P.1 antwortet nicht (1932) - scenarist
- I.F.1 ne répond plus (1933) - scenarist
- F.P.1 (1933) - scenarist
- Girls Will Be Boys (1934) - scriitor
- It's a Bet (1935) - scriitor
- Abdul the Damned (1935) - (necreditat)
- I Give My Heart (1935) - scriitor
- The Tunnel (1935) - scriitor
- Non-Stop New York (1937) - scriitor
- Her Jungle Love (1938) - scriitor
- The Invisible Man Returns (1940) - scenarist
- Black Friday (1940) - scenarist
- The Ape (1940) - adaptare, scenarist
- The Wolf Man (1941) - scriitor
- Invisible Agent (1942) - scriitor
- London Blackout Murders (1943) - scriitor
- Frankenstein Meets the Wolf Man (1943) - scriitor
- The Purple V (1943) - scenarist
- Mantrap (1943) - scriitor
- I Walked with a Zombie (1943) - scenarist
- False Faces (1943) - scriitor
- Son of Dracula (1943) - povestea
- The Climax (1944) - adaptare, scenarist
- House of Frankenstein (1944) - poveste
- Frisco Sal (1945) - scriitor
- Shady Lady (1945) - scriitor
- The Return of Monte Cristo (1946) - poveste
- The Beast with Five Fingers (1946) - scriitor
- Berlin Express (1948) - povestea
- Tarzan's Magic Fountain (1949) - scenarist
- Bride of the Gorilla (1951) - scriitor
- The Magnetic Monster (1953) - scriitor
- I Led 3 Lives (episode: Infra Red Film 1954) - scriitor
- Riders to the Stars (1954) - scriitor
- Creature with the Atom Brain (1955) - scriitor
- Earth vs. the Flying Saucers (1956) - povestea pentru ecran
- Curucu, Beast of the Amazon (1956) - scriitor
- Love Slaves of the Amazons (1957) - scenarist, povestea
- Tales of Frankenstein (1958) (TV) - povestea
- The Devil's Messenger (1961) - necreditat
- Sherlock Holmes und das Halsband des Todes (1962) - scenarist
- Das Feuerschiff (The Lightship, 1963) - scriitor
- Ski Fever (1966) - scriitor